# Paragomphus crenigomphoides
Paragomphus crenigomphoides – gatunek ważki z rodziny gadziogłówkowatych (Gomphidae).